# Alterlatino
La música alternativa latina, alterlatino o patchanka, también conocido como rock mestizo (y en inglés Latin Alternative) es un movimiento que nació a inicios de los 90 caracterizado por un mestizaje musical que lleva a mezclar elementos de rock alternativo, sus subgéneros y otros estilos asociados como el reggae, el ska y el punk con música latinoamericana.

## Historia
Aunque desde los años 60, existían bandas que hacían esas mezclas (como Los Jaivas, en Chile o El Polen en Perú, que mezclaban música andina con rock o Santana que mezclaba ritmos caribeños con rock), se trataba de conceptos localistas o individuales.
En los años 1990, la insurgencia indigenista, el movimiento antiglobalización y el antineoliberalismo creciente, más el apogeo de la escena alternativa en América, las disqueras empiezan a apoyar con fuerza todo concepto musical que lleve implicado algún tipo de mestizaje. Caifanes ya lo había hecho con sus éxitos "La Negra Tomasa" y "La Célula que Explota", Karamelo Santo con sus éxitos "Vas A Volver" y "La Picadura" y Los Fabulosos Cadillacs, quienes habían empezado emulando a las bandas inglesas de ska, habían evolucionado hacia la fusión del rock con diversos ritmos latinoamericanos.

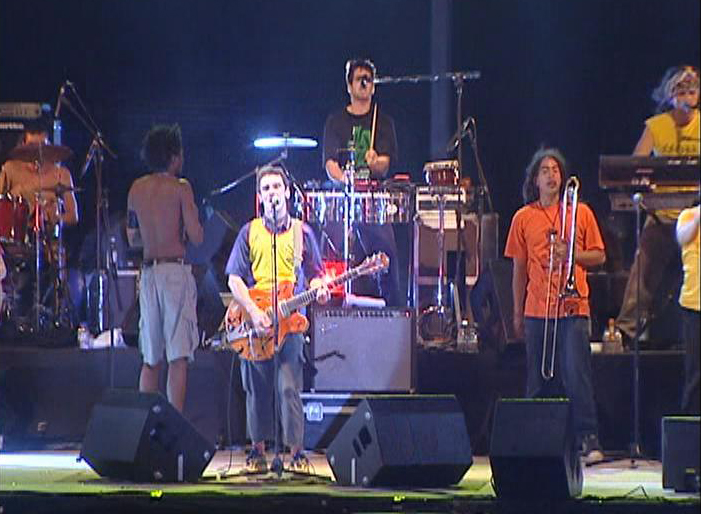
El artista Manu Chao en concierto

También contribuyó a la consagración del movimiento la presencia de la banda francesa Mano Negra en Latinoamérica, que ya había conseguido un notable éxito en Europa con su mezcla de punk y música latina.
Otros grupos que han destacado en esta corriente son Maldita Vecindad, Karamelo Santo, Amparanoia, Café Tacuba, Jarabe de Palo y Macaco, Carmina Burana, entre otros.
La proliferación de internet, junto a medios de comunicación especializados en música mestiza, ha contribuido no solo al flujo inmediato de las sonoridades musicales de distintas partes del mundo que inciden en la música alterlatina, sino que también le ha funcionado de herramienta de difusión a los artistas alterlatinos para trabajar de forma independiente y tener más presencia en el conocimiento mundial de su música.

## Álbumes representativos
Entre los discos más representativos de esta escena están:
- De Todas Las Flores (2022) - Natalia Lafourcade
- kick i (2020) - Arca
- El Circo (1991) - Maldita Vecindad y los Hijos del Quinto Patio
- Casa Babylon (1994) - Mano negra
- Re (1994) - Café Tacuba
- El Dorado (1995) - Aterciopelados
- La Espada y la Pared (1995) - Los Tres
- Fabulosos Calavera (1997) - Los Fabulosos Cadillacs
- Clandestino  (1998) - Manu Chao
- The New Sound of Venezuelan Gozadera (1998) - Los Amigos Invisibles
- Los Guachos  (2000) - Karamelo Santo
- Money Pa' Qué (2002) - Los Rabanes
- Chocolate con Ají (2014) - Daniel Puente Encina
- La trenza (2017) - Mon Laferte
- Eduardo (2021) - Ed Maverick

- Datos: Q1089050